# Moshi
Moshi város Tanzánia északkeleti részén, a Kilimandzsáró déli lábánál. A városnak 2005-ben 156 000 lakosa volt.  

## Gazdasága
A környező vidéken a jamgyökér, kávé és banán a leggyakrabban termesztett növények. A városban kávégyár, sörfőzdék, fémmegmunkáló műhelyek  működnek.
Jelentős a turizmus is.

## Megközelítés
Moshit aszfaltozott út köti össze Arusha és Dar es-Salaam városokkal. Arusha kb. 80 km, míg Holili (határváros Kenya felé) kb. 40 km-re fekszik. A Kilimanjaro Nemzetközi Repülőtér 30 km-re található Arusha irányában.

## Fordítás
- Ez a szócikk részben vagy egészben  a   Moshi című német Wikipédia-szócikk fordításán alapul.  Az eredeti cikk szerkesztőit annak laptörténete sorolja fel. Ez a jelzés csupán a megfogalmazás eredetét és a szerzői jogokat jelzi, nem szolgál a cikkben szereplő információk forrásmegjelöléseként.